# Christer Weidenhielm
Christer August Weidenhielm, född den 9 mars 1863 i Jönköping, död den 13 december 1938 i Stockholm, var en svensk jurist. Han var son till Ernst August Weidenhielm.
Weidenhielm blev student vid Uppsala universitet 1881 och avlade juris utriusque kandidatexamen där 1887. Han blev tjänstgörande kammarjunkare 1888, vice häradshövding 1891, tillförordnad fiskal i Svea hovrätt 1893, adjungerad ledamot där 1896, kammarherre 1897, ordinarie fiskal 1898 och assessor 1900. Weidenhielm var hovrättsråd 1908–1933 och divisionsordförande 1918–1933. Han blev riddare av Nordstjärneorden 1909 och kommendör av andra klassen av samma orden 1922. 